# Lullingstone

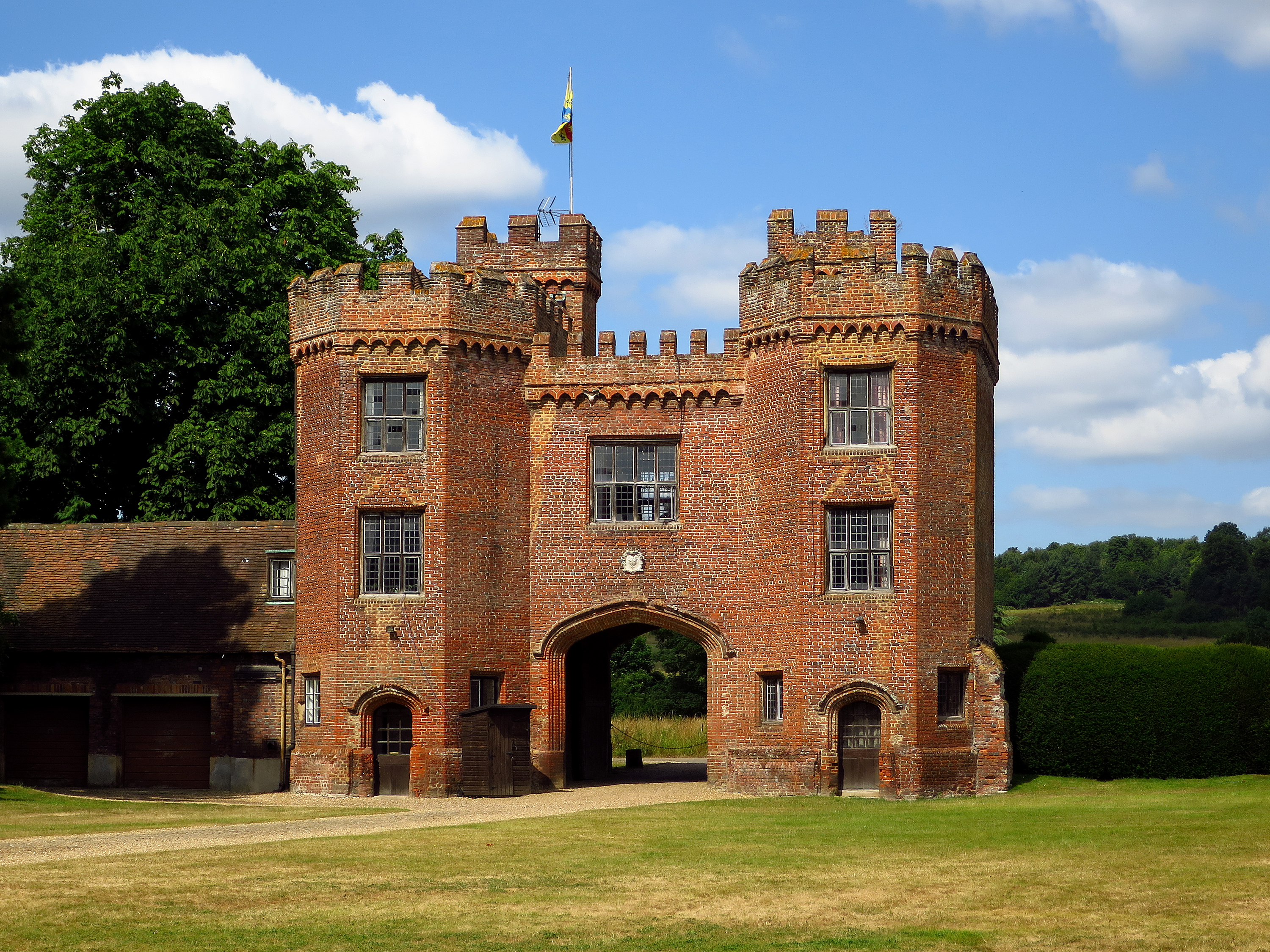
Lullingstone Castle

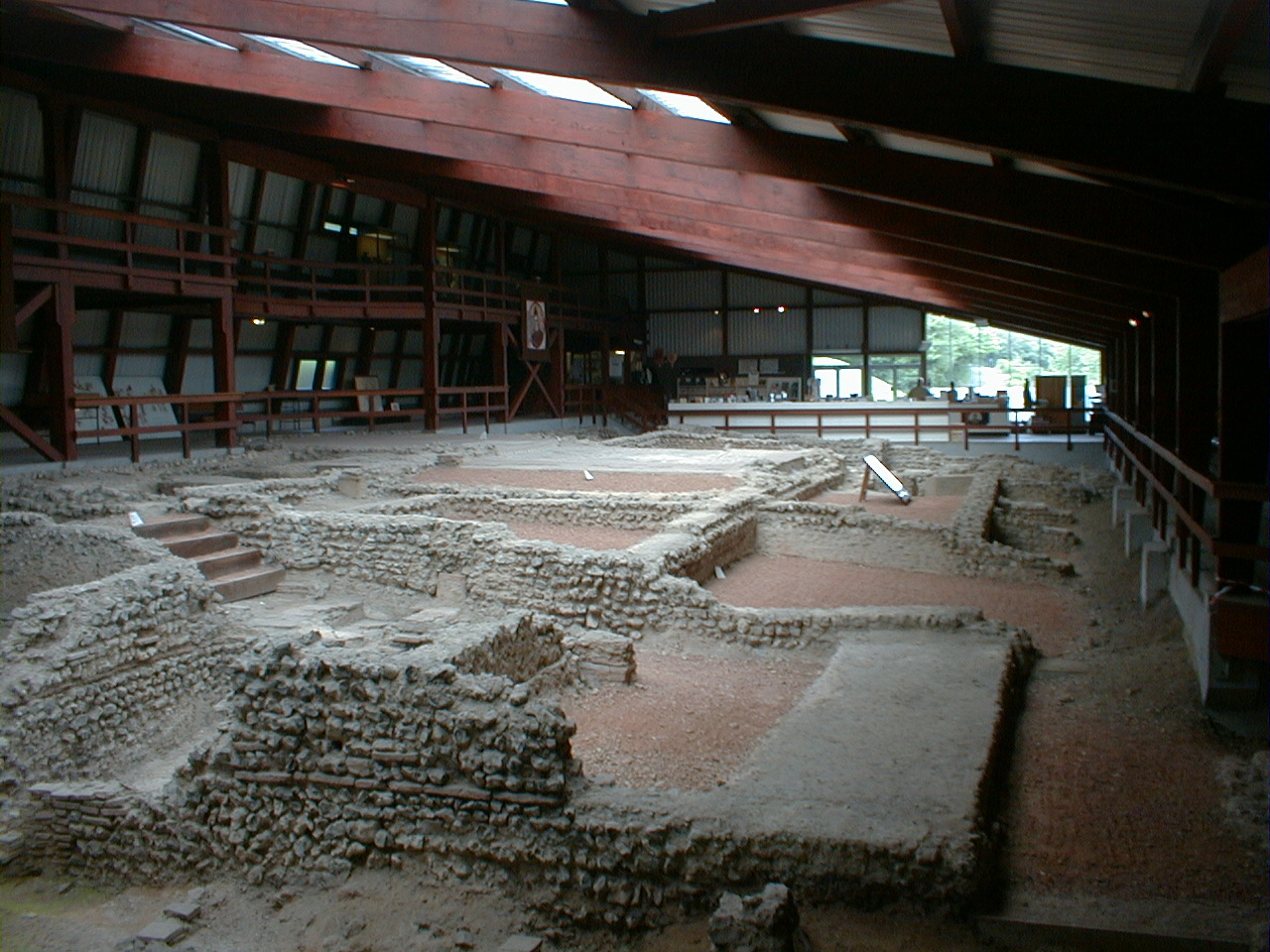
Ausgrabungsstätte und Reste der bei Lullingstone gefundenen römischen Villa

Lullingstone ist ein Dorf in Kent, England. Es befindet sich etwa 27 Kilometer südöstlich des Stadtzentrums von London und wurde 1955 nach Eynsford eingemeindet. Die Ortschaft ist bekannt für die Römische Villa bei Lullingstone und für Lullingstone Castle.

## Geschichte
Es wird angenommen, dass sich oberhalb des Castles einst eine eisenzeitliche Siedlung befand.
Im Jahre 1939 wurden in der Nähe der Ortschaft dann die Reste einer römischen Villa entdeckt, die aus dem Jahre 100 nach Christus stammt. Des Weiteren fanden sich Scherben und Münzen, aus der Zeit um 1 bis 43 n. Chr. Die römische Villa existierte bis um das Jahr 400. Ein Brand zerstörte schließlich das Gebäude und es wurde nie wieder aufgebaut.
Um 1937 gab es auf dem Gebiet von Lullingstone Pläne, einen Flugplatz von der Größe des jetzigen Flughafen Heathrow zu errichten. Obwohl die dafür angedachten Flächen bereits fest reserviert waren und der Bau des örtlichen Bahnhofes schon begonnen hatte, wurde dieses Bauvorhaben mit Ausbruch des Zweiten Weltkrieges schließlich fallen gelassen. Stattdessen entstand in der Nähe von Lullingstone ein sogenannter Lockvogelflugplatz, um feindliche Bomber vom Flugplatz Biggin Hill abzulenken. Auch der Bahnhof wurde nie fertiggestellt. Die bereits errichteten Teile wurden bis zum Jahre 1955 weitgehend abgerissen.

## Sehenswürdigkeiten
- Römische Villa bei Lullingstone
- Lullingstone Castle